# Riverpoint
Riverpoint ist ein Census-designated place (CDP) im östlichen King County im US-Bundesstaat Washington. Bis 2010 wurde der Ort unter dem Namen Tanner geführt.
Nach dem Pro-Kopf-Einkommen rangiert Tanner auf Platz 46 von 522 unter allen im Staat Washington eingestuften Gemeinden.

## Geographie
Riverpoint liegt auf 47°28'43" N / 121°44'45"W. Nach dem United States Census Bureau hat der Ort eine Gesamtfläche von 10,5 km², wovon 0,5 km² oder 4,51 % auf Wasser entfallen.
Auf dem Interstate Highway I-90 nach Osten fahrend, findet man Riverpoint östlich hinter North Bend am Fuß des Mount Si, wenn man an der Abfahrt 32 der I-90 nach Norden abbiegt. Riverpoint ist von meilenlangen Wanderwegen umgeben, die durch Washingtons State Forests verlaufen. Der beliebteste ist der Mount Si Trail; er wird jährlich von mehr als 100.000 Wanderern genutzt, was Riverpoint zum beliebten Ziel für Tageswanderungen zum Gipfel des Mount Si macht. Es gibt weitere beliebte Wanderwege im Gebiet um Riverpoint; dazu gehören der Little Si Trail, der Kamikaze/Teneriffe Falls und der Mailbox Peak Trail.

## Demographie
Nach der Volkszählung von 2010 gab es im damaligen Tanner 2.966 Einwohner, 1.055 Haushalte und 835 Familien. Die Bevölkerungsdichte betrug 188,7 pro km². Es gab 1.087 Wohneinheiten bei einer mittleren Dichte von 69,1 pro km².
Die Bevölkerung bestand zu 94,1 % aus Weißen, zu 0,37 % aus Afroamerikanern, zu 0,98 % aus Indianern, zu 1,21 % aus Asiaten, zu 0,13 % aus Pazifik-Insulanern, zu 0,84 % aus anderen „Rassen“ und zu 2,36 % aus zwei oder mehr „Rassen“. Hispanics oder Latinos „jeglicher Rasse“ bildeten 2,29 % der Bevölkerung.
Von den 1055 Haushalten beherbergten 41,8 % Kinder unter 18 Jahren, 69,1 % wurden von zusammen lebenden verheirateten Paaren, 7,3 % von alleinerziehenden Müttern geführt; 20,8 % waren Nicht-Familien. 14,8 % der Haushalte waren Singles und 2,2 % waren alleinstehende über 65-jährige Personen. Die durchschnittliche Haushaltsgröße betrug 2,81 und die durchschnittliche Familiengröße 3,12 Personen.
Der Median des Alters im Ort betrug 36 Jahre. 29,3 % der Einwohner waren unter 18, 5,9 % zwischen 18 und 24, 33,5 % zwischen 25 und 44, 25,7 % zwischen 45 und 64 und 5,6 65 Jahre oder älter. Auf 100 Frauen kamen 105,8 Männer, bei den über 18-Jährigen waren es 102,9 Männer auf 100 Frauen.
Alle Angaben zum mittleren Einkommen beziehen sich auf den Median. Das mittlere Haushaltseinkommen betrug 73.105 US$, in den Familien waren es 78.021 US$. Männer hatten ein mittleres Einkommen von 52.140 US$ gegenüber 31.923 US$ bei Frauen. Das Pro-Kopf-Einkommen betrug 28.604 US$. Etwa 1,5 % der Familien und 4,5 % der Gesamtbevölkerung lebte unterhalb der Armutsgrenze; das betraf 1,1 % der unter 18-Jährigen und 24,3 % der über 65-Jährigen.